# Alleanza per il Progresso (Perù)
Alleanza per il Progresso (in spagnolo: Alianza para el Progreso - APP) è un partito politico peruviano di orientamento conservatore-liberale fondato nel 2001 dall'imprenditore César Acuña, dopo la sua fuoriuscita dal Partito di Solidarietà Nazionale.

## Risultati
| Parlamentari 2006 | 248.437                            | 2,31                               | 0 / 120  |
| Parlamentari 2011 | Alleanza per il Grande Cambiamento | Alleanza per il Grande Cambiamento | 2 / 120  |
| Parlamentari 2016 | Alleanza per il Progresso del Perù | Alleanza per il Progresso del Perù | 4 / 130  |
| Parlamentari 2020 | 1.178.020                          | 7,96                               | 22 / 130 |
| Parlamentari 2021 | 969.726                            | 7,54                               | 15 / 130 |
| 1. 2.             |                                    |                                    |          |